# Mikroverkapselung
Mikroverkapselung ist eine Technik, mit der feste, flüssige oder gasförmige Stoffe in kleinsten Portionen mit einer Hülle umgeben werden und so immobilisiert werden. Die Mikroverkapselung ist somit eine Form der Einschlussimmobilisierung. Es gibt vielfältige Einsatzbereiche der Mikroverkapselung: In der Chemie, in der Biotechnologie, in der Pharmazie, in der Lebensmitteltechnologie, in der Kosmetik, in der Elektronik und in der Umwelttechnik. 
Grundsätzlich versteht man also unter Mikroverkapselung das Einbetten mindestens einer Substanz (Wirkstoff) mit Hilfe mindestens einer zweiten (Hüllmaterial). Erstere kann oft aus verschiedenen Gründen (Löslichkeit, Reaktivität, Stabilität etc.) nicht direkt eingesetzt werden, oder es sollen bestimmte Wirkungen durch die Mikroverkapselung erzielt werden (z. B. Freisetzungskurven für Controlled Release, Alleinstellungsmerkmale etc.).
- Matrixverkapselung: Hier wird der oder die Aktivkomponente(n) mit der Hüllkomponente („Matrix“) homogen vermengt und es entsteht ein Partikel, in dem die Aktivkomponente(n) gleichmäßig verteilt ist. Üblicherweise bestimmt die Freisetzung entweder die Diffusion der Aktivkomponente(n) in die Umgebung oder die Degradationsgeschwindigkeit der Matrix die Freisetzung
- Kern-Hülle-Verkapselung: Die Aktivstoffe („Kern“) werden mit einem Hüllmaterial umhüllt. Es entsteht eine echte Kapsel mit einer oder mehrere Hüllen, z. B. ein Polymersom. Der Hüllbruch erzeugt in der Regel eine vollständige Freisetzung des Kernmaterials in kurzer Zeit („Burst“). Es ist aber auch möglich durch die passende Wahl der Hülle eine extrem langsame Freisetzung zu erzeugen

Die Mikroverkapselung bietet also die Möglichkeiten:
- flüssige Stoffe in Pulver umformen
- leicht flüchtige Stoffe einkapseln
- Stoffe vor der Reaktion z. B. mit Luft, Licht oder Flüssigkeiten schützen
- Wirkstoffe in einem bestimmten Zeitraum freisetzen (z. B. Medikamente)
- Gifte fixieren
- reaktionsfreudige Substanzen voneinander getrennt halten
- die Verträglichkeiten von Medikamenten verbessern
- physikalische Eigenschaften von Pulvern verbessern
- elektrostatische Eigenschaften von Stoffen verändern

Die erste industrielle Anwendung war ein Durchschreibepapier auf der Basis eines Patents der Firma NCR aus dem Jahre 1953. Die Markteinführung erfolgte in den USA durch das Unternehmen Appleton 1954. Mittlerweile sind eine Reihe von Unternehmen am Markt, die kommerzielle Mikroverkapselung mit unterschiedlichen Verfahren wie Vertropfungsverfahren, Emulsionsverfahren, Sprühverfahren u. v. m. anbieten.

## Verfahren
Vertropfungsverfahren
Beim Anlegen einer Schwingung an einem dünnen Flüssigkeitsstrahl (mit Lösung, Sol, Suspension oder Schmelze) entstehen regelmäßige Tropfen, die eventuell mit Hilfe einer Hochspannung aufgeladen werden können. Bedingt durch die physikalischen Abstoßungen der Teilchen entstehen dabei fast „runde Tropfen“. Diese können im freien Fall gekühlt (beispielsweise Wachs), getrocknet (z. B. Zucker) oder auch chemischen Reaktionen ausgesetzt werden. Für Systeme, die keine interne Gelierung aufweisen (also z. B. durch Abkühlen verfestigt werden) kommen in der Regel Bindemittel zum Einsatz. Diese verfestigen die Tropfen und können weitere Eigenschaften einbringen, wie z. B. definierte Freisetzungsprofile, zusätzlichen Schutz gegen Umwelteinflüsse oder reaktive Komponenten voneinander trennen (z. B. Sauerstoff von Probiotika o. ä.).